# Bévy
Bévy ist eine französische Gemeinde mit 135 Einwohnern (Stand 1. Januar 2022) im Département Côte-d’Or in der Region Bourgogne-Franche-Comté. Sie gehört zum Arrondissement Beaune und zum Kanton Longvic.

## Geographie
Bévy wird umgeben von Ternant im Norden, von L’Étang-Vergy im Osten, von Collonges-lès-Bévy im Süden und von Collonges-lès-Bévy im Westen.

## Bevölkerungsentwicklung
| Jahr                       | 1962 | 1968 | 1975 | 1982 | 1990 | 1999 | 2008 | 2012 |
| Einwohner                  | 43   | 54   | 62   | 70   | 80   | 91   | 96   | 107  |
| Quellen: Cassini und INSEE |      |      |      |      |      |      |      |      |

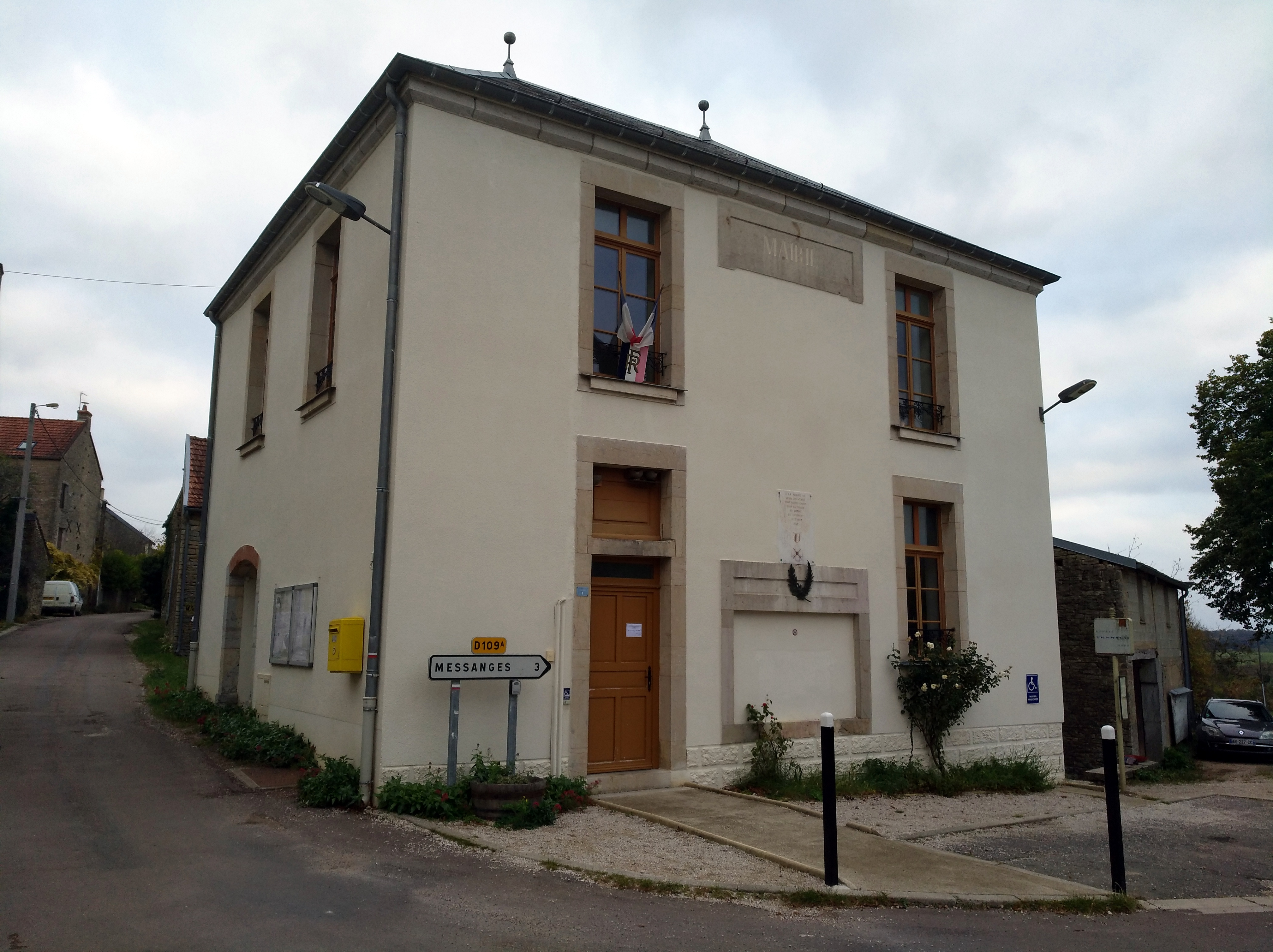
Mairie Bévy
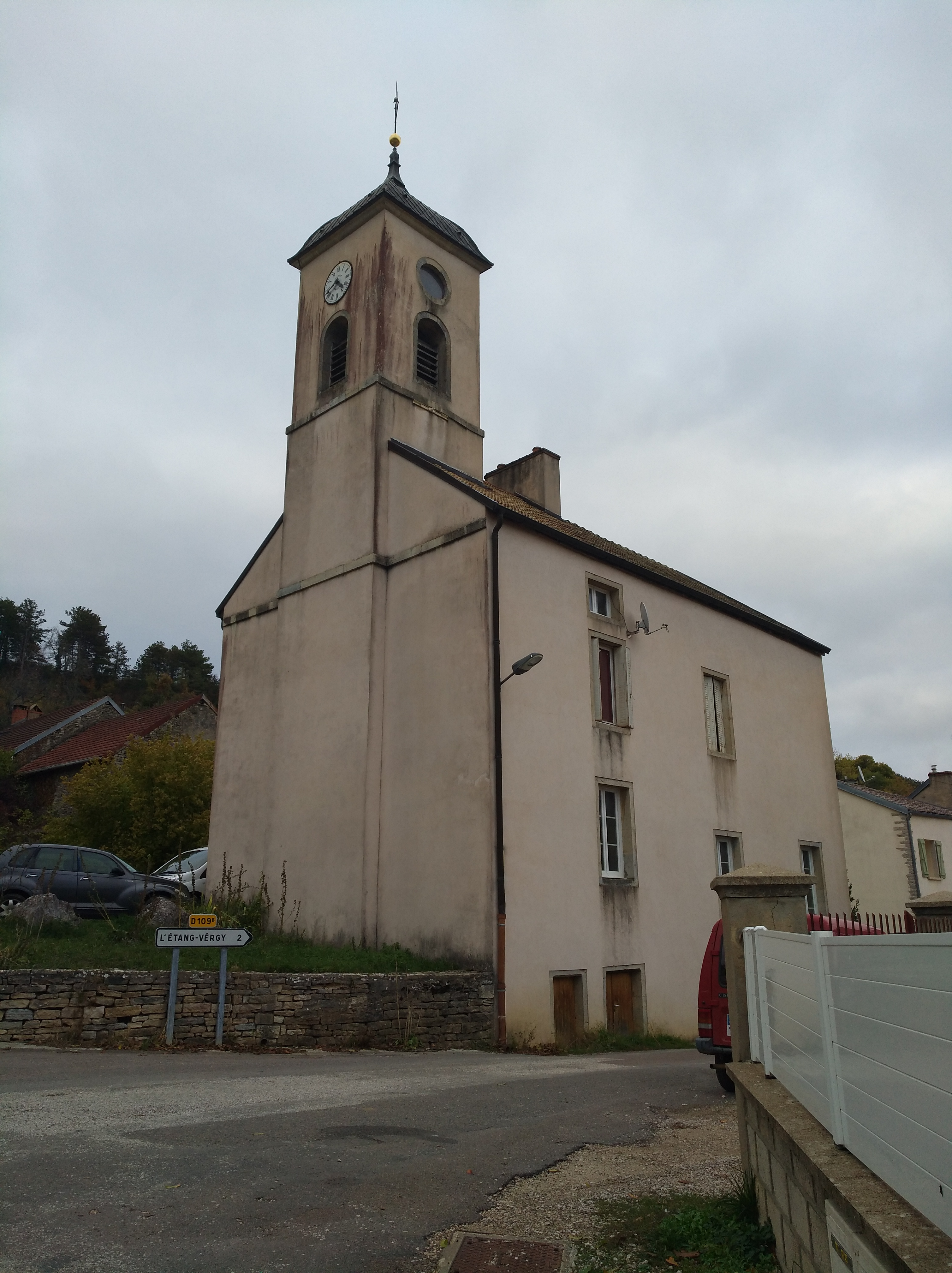
Ehemalige Kirche, heute als Gemeindehalle genutzt